# Bofferdange
Bofferdange (lb. Boufer, niem. Bofferdingen) – wieś (Uertschaft) w środkowym Luksemburgu, w kantonie Mersch, w gminie Lorentzweiler. Do 3 października 2015 miejscowość leżała w dystrykcie Luksemburg. Liczy 1172 mieszkańców (31 grudnia 2022). 